# Famille matrilinéaire

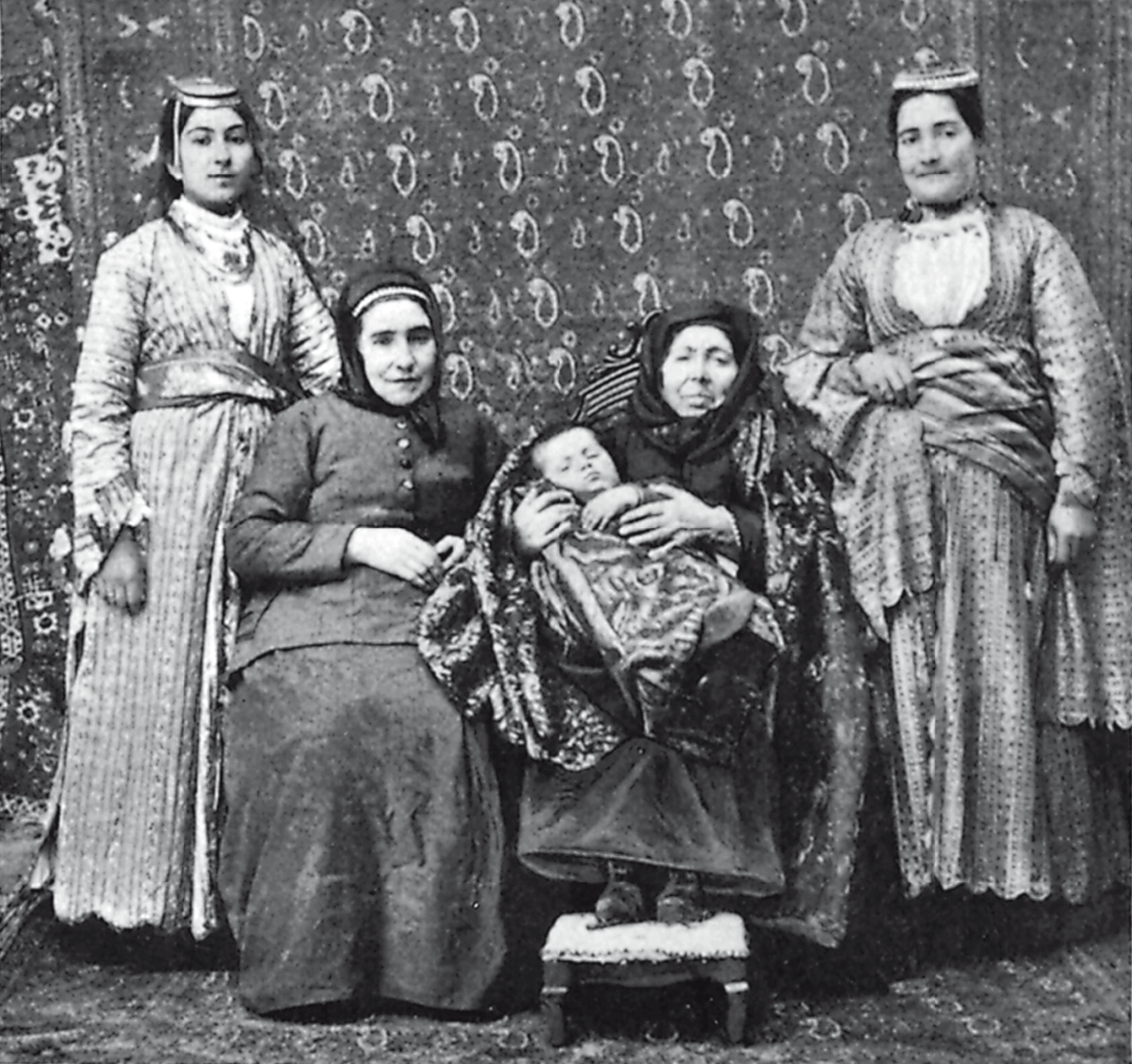
Image issue du livre « Armenia : Travels and Studies, Vol. 1 » écrit par Harry Finnis Blosse Lynch, Londres 1901. Le titre de l’image est « Cinq générations d’une famille arménienne ». Il a été réimprimé dans le livre « Rebellenland » de Christopher de Bellaigue, Munich 2008 (Verlag C.H.Beck).

La famille matrilinéaire est un système de filiation dans lequel chacun relève du lignage de sa mère. Cela signifie que la transmission, par héritage, du prestige et des biens matériels, des noms de famille et titres, se succède suivant le lignage féminin. Dans la filiation matrilinéaire, la transmission masculine passe de l'oncle (le frère de la mère) au neveu (le fils de sa sœur).
La transmission de l'héritage (notoriété, position sociale, biens et services) s'est d'abord effectuée de mère à fille.
Les relations sociales régnant dans les sociétés matrilinéaires peuvent trouver une caractérisation dans le fait même de la position de la femme : étant l’intermédiaire régénérateur de la vie des ancêtres et de la mémoire sociale, elle trouve un respect qu'elle a socialement et affectivement perdu plus tard dans les sociétés patriarcales. De plus, la vertu régénératrice du coït étant totalement ignorée, il y règne une très grande permissivité sexuelle avant le mariage (voir les travaux de Bronisław Malinowski, et notamment La Paternité dans la psychologie primitive).
Des femmes continuent de transmettre leur nom, leurs biens et leurs savoirs à leurs filles, héritières d'une lignée exclusivement féminine. « La naissance de filles est donc nécessaire puisque ce sont elles qui transmettent la filiation », explique Françoise Héritier, anthropologue française féministe, experte des systèmes de parenté, qui a succédé à Claude Lévi-Strauss au Laboratoire d'anthropologie sociale du Collège de France. Les fils, eux, appartiennent par leur naissance au groupe de leur mère, mais ils ne transmettent pas cette filiation à leurs enfants ».
Toutefois, Françoise Héritier ajoute : « Ce qui ne veut pas dire que les sociétés matrilinéaires soient des sociétés où le pouvoir appartient aux femmes. Les femmes ont des frères, qui exercent leur autorité sur leurs sœurs et sur leurs neveux ». C’est le cas, par exemple, des Hopis, une société matrilinéaire où le frère a un rôle de chef dans la famille égal à celui de sa sœur.
Aussi, dans plusieurs sociétés matrilinéaires, la matrilocalité est de mise. C’est le cas des Hopis, communauté du nord-est de l'Arizona, des Minangkabau, communauté indonésienne, et du clan des Aigles, une communauté autochtone située au Canada avant la période de colonisation. Il existe aussi d’autres configurations. Par exemple, les Trobriandais, une société matrilinéaire qui réside dans l’île de Kiriwina, est patrilocale. Aussi, dans la société matrilinéaire des Dobu, le mode de résidence est duolocal. Le nouveau couple possède deux résidences, une dans le village matrilinéaire de la femme et une dans le village matrilinéaire de l’homme.

## Les Minangkabau
Les Minangkabau de la province indonésienne de Sumatra occidental, au nombre de quelque 8 millions de personnes, sont la plus grande société matrilinéaire dans le monde. De plus, au sein de cette société , les femmes assument des caractéristiques généralement attribuées aux hommes. Elles sont extrêmement actives et exercent de nombreuses responsabilités. Au sein de la famille, les femmes sont considérées comme dépendantes de leur mari et elles vivent pour subvenir aux besoins de celui-ci, leur famille et leur État. Aussi, elles assument un rôle de régulateur économique de la famille. Elles doivent combler tous les besoins économiques de la famille, c’est pourquoi toute décision reliée aux dépenses de la maison doit être transmise à la mère.

## Les Wyuù
Les Wyùu sont une communauté matrilinéaire située en Colombie et au Venezuela. À partir du XXe siècle, l’importance des liens maternels s'est affaiblie à cause des unions avec d'autres communautés aux pratiques de filiation différentes et de l’implication des Wyùu sur le marché du travail. La polygynie, où un homme peut contracter plus d'une union, le lévirat, principe selon lequel si le mari d’une femme décède elle va épouser le frère de celui-ci, et « le prix de la fiancée », qui est un montant que le futur mari de la femme doit donner à la famille de celle-ci avant le mariage, sont des pratiques couramment utilisées dans cette société.

## Société Iroquoise
Les communautés iroquoises avant la période de colonisation du Canada actuel étaient matrilinéaires et matrilocales. Les femmes et les hommes avaient des rôles différents, mais complémentaires au sein de la société. Le départ prolongé des hommes lors des conflits a donné aux femmes plus âgées des rôles politiques. Le pouvoir y était davantage organisé en fonction des catégories d’âge et non en fonction du sexe.

## Les Djukas (ou Njukas)
Cette population sud-américaine, essentiellement répartie au Surinam et dans le nord-ouest de la Guyane (dans le bassin du Maroni), descendant d'esclaves enfuis des plantations du Surinam et qui se sont réfugiés dans la jungle amazonienne, est la seule population matrilinéaire de France (Guyane).

## Les Bijagos
Le pouvoir des femmes est important sur l'archipel des Bijagos, en particulier sur l'île de Canhabaque, qui a maintenu un système matrilinéaire.
A Canhabaque, le mariage n'implique ni cohabitation conjugale ni autorité paternelle, et c'est la mère qui choisit le prénom de l'enfant, plus important que le nom. Les villages, comme Inorei, au nord, sont certes dirigés par un roi, l'« oronho », mais celui-ci est choisi par un conseil de femmes. Il doit surtout compter avec l'« okinka », une prêtresse qu'il désigne sur proposition de ce conseil. Originaire du village, celle-ci doit avoir franchi toutes les étapes de l'initiation féminine. Un long parcours qui permet aux femmes de posséder l'esprit errant d'un garçon décédé avant d'avoir été initié. La prêtresse est donc l'intermédiaire privilégiée sur les revenants. Un statut qui lui vaut un respect et une aura inébranlables.

## Les Barbares
Les invasions barbares qui suivent la chute de l'Empire romain d'Occident voient affluer des peuples comme les Burgondes, où « la succession se faisait non point de père en fils mais sur désignation de la mère en faveur de tous ses fils, quels qu'en soit le père, légitimes ou non. Cette pratique aboutissait au partage du royaume en autant de parts que d'enfants, lesquels n'avaient de cesse de se massacrer afin de récupérer l'ensemble du territoire ».

## Les sociétés juives
La famille juive orthodoxe contemporaine constitue encore un modèle résiduel de la famille matrilinéaire parce que l'appartenance au peuple juif (et implicitement à la religion) est assurée seulement si la mère est juive.
Dans ce cas, la matrilinéarité n'a de relation avec la domination économique des hommes et le statut social des femmes que par la seule transmission idéale de la religiosité.
Il faut également savoir que ce n'est pas totalement matrilinéaire puisque les traditions liées à différentes cultures (ashkénaze ou séfarade) sont transmises par le père et, avant le passage à la matrilinéarité, la Judée était très patrilinéaire.
Selon des rabbins, en particulier du judaïsme « réformé », la famille hébraïque telle qu'elle apparaît dans la Torah est patrilocale, donc suit les coutumes, y compris religieuses, du mari et non de la femme. Rien n'y indiquerait une matrilinéarité obligatoire du judaïsme, cette règle serait en fait d'apparition plus tardive et n'a pas le crédit de tous les Juifs.[réf. souhaitée]

## Les Akans
Dans le cas des Akan, et en particulier des Ashantis, la structure sociale s'organise autour de clans matrilinéaires appelés abusua. Le système apparait durant la seconde moitié du XVIe siècle. C'est le nom donné à un groupement de personnes (ou plus spécifiquement matriclan) qui partagent une ascendance maternelle commune régie par sept divinités féminines. Selon l'abusua, le lignage est considéré passer par le sang de la mère (mogya) et on parle donc de successeur utérin. Il existe plusieurs abusua qui transcendent les différents sous-groupes ethniques en dehors des sept anciens. Les personnes du même abusua partagent un ancêtre commun quelque part dans leur lignée, qui peut remonter à des milliers d'années.

## Les Sérères
Les Sérères du Sénégal, de la Gambie et de la Mauritanie sont à la fois patrilinéaires (simanGol ou simangol en sérère) et matrilinéaires (tiim ou tim en sérère, ou ciiɗim en sérère-ndut),. Les Sérères sont souvent capables de réciter leur généalogie matrilinéaire jusqu'à dix générations ou plus.
Dans la société sérère, l'héritage dépend de la nature du bien successoral : il peut s'agir d'un bien maternel qui nécessite un héritage maternel (ƭeen yaay ou den yaay en sérère) ou d'un patrimoine paternel qui infère un héritage en lignée paternelle (kucarla en sérère).

## Le fosterage
Dans les sociétés anciennes, l'éducation des garçons était fréquemment confiée au frère de la mère (oncle maternel). Cette pratique était très répandue chez les Celtes, sous le nom de fosterage. Elle renforçait le contrôle de l'héritage, et donnait lieu à une expression aujourd'hui abandonnée, le beau-neveu, que l'on trouve dans la littérature médiévale. Cet usage perdure de nos jours dans certaines sociétés traditionnelles (Afrique, Haïti), on parle alors de société avunculaire.

## Pour approfondir